# Sociedad Deportiva Dubra
La Sociedad Deportiva Dubra es un equipo de fútbol español del municipio gallego de Valle del Dubra, en la provincia de La Coruña. Fue fundado el 8 de diciembre de 1970 y juega en la temporada 2024-25 en la Preferente Galicia.

## Historia
Fue fundado en 1970 por Lino Oreiro Bermúdez, y su primero presidente fue José Pombo Grille. En la temporada 2015-16 consiguió por primera vez en su historia el ascenso a Tercera División, aunque no logró mantener la categoría. Actualmente posee varias categorías: biberón, prebejamin, benjamín, alevín, infantil, cadetes y juveniles. También también tiene un equipo filial que compite en Segunda Galicia y una sección de veteranos.
Desde agosto de 2022 volvió a recuperar su sección femenina, que había descontinuado hace algunos años atrás.

## Estadio
El equipo juega sus partidos como local en el campo Municipal Juan Baleato, con capacidad para 1.200 espectadores. Lleva el nombre de Juan Manuel Baleato, jugador del equipo y político. Inclusive, también usan el campo de fútbol [ A Telleira].

## Datos del club
- Temporadas en 1.ª: 0
- Temporadas en 2.ª: 0
- Temporadas en 1ª RFEF: 0
- Temporadas en 2ª RFEF: 0
- Temporadas en 3ª RFEF: 0
- Temporadas en 3.ª: 1
- Temporadas en Preferente: 17

### Historial por temporadas
| Temporada | Nivel | Categoría   | Puesto |
| --------- | ----- | ----------- | ------ |
| 1975/76   | 6     | 2ª Comarcal | 2º     |
| 1976/77   | 6     | 2ª Comarcal | 2º     |
| 1977/78   | 6     | 1ª Comarcal | 1º     |
| 1978/79   | 6     | 1ª Regional | 15º    |
| 1979/80   | 7     | 2ª Regional | 2º     |
| 1980/81   | 7     | 2ª Regional | 6º     |
| 1981/82   | 7     | 2ª Regional | 1º     |
| 1982/83   | 6     | 1ª Regional | 19º    |
| 1983/84   | 7     | 2ª Regional | 1º     |
| 1984/85   | 6     | 1ª Regional | 12º    |
| 1985/86   | 6     | 1ª Regional | 8º     |
| 1986/87   | 6     | 1ª Regional | 5º     |
| 1987/88   | 6     | 1ª Regional | 13º    |
| 1988/89   | 6     | 1ª Regional | 15º    |
| 1989/90   | 6     | 1ª Regional | 6º     |
| 1990/91   | 6     | 1ª Regional | 9º     |

| Temporada | Nivel | Categoría     | Puesto |
| --------- | ----- | ------------- | ------ |
| 1991/92   | 7     | 2ª Regional   | 6º     |
| 1992/93   | 7     | 2ª Regional   | 6º     |
| 1993/94   | 7     | 2ª Regional   | 2º     |
| 1994/95   | 6     | 1ª Regional   | 11º    |
| 1995/96   | 6     | 1ª Regional   | 18º    |
| 1996/97   | 7     | 2ª Regional   | 4º     |
| 1997/98   | 7     | 2ª Regional   | 11º    |
| 1998/99   | 7     | 2ª Regional   | 3º     |
| 1999/00   | 7     | 2ª Regional   | 9º     |
| 2000/01   | 7     | 2ª Regional   | 9º     |
| 2001/02   | 7     | 2ª Regional   | 2º     |
| 2002/03   | 7     | 2ª Regional   | 1º     |
| 2003/04   | 6     | 1ª Regional   | 13º    |
| 2004/05   | 6     | 1ª Regional   | 7º     |
| 2005/06   | 6     | 1ª Regional   | 7º     |
| 2006/07   | 6     | 1ª Autonómica | 1º     |
| 2007/08   | 5     | Preferente    | 12º    |
| 2008/09   | 5     | Preferente    | 11º    |
| 2009/10   | 5     | Preferente    | 14º    |
| 2010/11   | 5     | Preferente    | 9º     |
| 2011/12   | 5     | Preferente    | 8º     |
| 2012/13   | 5     | Preferente    | 13º    |
| 2013/14   | 5     | Preferente    | 8º     |
| 2014/15   | 5     | Preferente    | 4º     |
| 2015/16   | 5     | Preferente    | 2º     |
| 2016/17   | 4     | 3ª            | 19º    |
| 2017/18   | 5     | Preferente    | 5º     |
| 2018/19   | 5     | Preferente    | 7º     |

| Temporada | Nivel | Categoría  | Puesto       |
| --------- | ----- | ---------- | ------------ |
| 2019/20   | 5     | Preferente | 16º          |
| 2020/21   | 5     | Preferente | 3º           |
| 2021/22   | 6     | Preferente | 5º/6º        |
| 2022/23   | 6     | Preferente | 6º           |
| 2023/24   | 6     | Preferente | 9º           |
| 2024/25   | 6     | Preferente | Disputandose |